# Røderusland
Røderusland eller Røderutenien (latin: Ruthenia Rubra; Russia Rubra; ukrainsk: Червона Русь; polsk: Ruś Czerwona, Ruś Halicka; russisk: Червонная Русь; rumænsk: Rutenia Roșie) er et begreb der har været anvendt siden Middelalderen til at betegne de sydvestlige fyrstendømmer i Kijevriget, særligt fyrstendømmet Peremyshl og fyrstendømmet Belz. I dag består regionen af dele af det vestlige Ukraine og dele af det sydøstlige Polen. Det har til tider også inkluderet dele af Lillepolen. Podolien, "højrebreds-Ukraine" og Volhynien. Området er centreret omkring Przemyśl (Peremyshl) og Belz, og har omfattet store byer såsom Chełm, Zamość, Rzeszów, Krosno og Sanok (der i dag alle ligger i Polen), såvel som Lviv og Ternopil (i Ukraine).
49°47′10″N 22°46′26″Ø / 49.7861°N 22.7739°Ø